# Uvala Zagračina
Uvala Zagračina este o arie protejată (sit de importanță comunitară — SCI) din Croația întinsă pe o suprafață de 16,1 ha, integral marine.

## Localizare
Centrul sitului Uvala Zagračina este situat la coordonatele 44°09′13″N 14°53′30″E / 44.153616°N 14.891687°E.

## Înființare
Situl Uvala Zagračina a fost declarat sit de importanță comunitară în iulie 2013 pentru a proteja un număr necunoscut de specii din flora spontană și fauna sălbatică aflate în arealul zonei.

## Biodiversitate
Situată în ecoregiunea marină mediteraneană, aria protejată conține 1 habitat natural: Straturi cu Posidonia (Posidonion oceanicae).
La baza desemnării sitului se află un număr nedeclarat de specii protejate.